# Daniel Fauché
Daniel Fauché (født 22. december 1966 i Chantilly, Frankrig) er en fransk tidligere roer.
Fauché var en del af den franske firer uden styrmand, der vandt sølv ved OL 1996 i Atlanta. Bådens øvrige besætning var Bertrand Vecten, Olivier Moncelet og Gilles Bosquet. Franskmændene sikrede sig sølvet efter en finale, hvor den australske båd vandt guld, mens Storbritannien fik bronze. Han deltog også ved OL 1992 i Barcelona i firer med styrmand og ved OL 2000 i Sydney, igen i firer uden styrmand.
Fauché vandt desuden fire VM-medaljer i firer uden styrmand, heriblandt en guldmedalje ved VM 1993 i Tjekkiet..

## OL-medaljer
- 1996:  Sølv i firer uden styrmand